# Turdina roquera grisa
La turdina roquera grisa (Gypsophila crispifrons) és un ocell de la família dels pel·lorneids (Pellorneidae).

## Hàbitat i distribució
Habita zones amb matolls a les terres baixes al sud-est de Myanmar a Tenasserim i oest de Tailàndia.